# Diana Krušelj Posavec
Diana Krušelj Posavec (Zagreb, Hrvatska, 30. svibnja 1989.) hrvatska je hokejašica na ledu. A trenutačno je kapetanica hrvatske ženske reprezentacije.

## Karijera
S Celjem je 2009. osvojila drugo mjesto u Prvoj austrijskoj ligi. 